# 2017-es magyar férfi vízilabdakupa
A 2017-es magyar férfi vízilabdakupa (hivatalosan 2017. évi Férfi Vízilabda Magyar Kupa) a magyar vízilabda-bajnokság után a második legrangosabb hazai versenysorozat. A Magyar Vízilabda-szövetség írta ki és 17 csapat részvételével bonyolította le. A mérkőzéssorozat győztese a LEN-Európa-kupában indulhat, kivéve ha már a bajnokságban kiharcolta a LEN-bajnokok ligája részvételt. A kiírást a címvédő Szolnoki Dózsa-KÖZGÉP nyerte.

## Lebonyolítás
A versenysorozat lebonyolítása a következő volt:
| Forduló      | Sorsolás            | A mérkőzések időpontja  |
| ------------ | ------------------- | ----------------------- |
| Selejtezők   | 2017. augusztus 24. | 2017. szeptember 23-24. |
| Negyeddöntők | 2017. október 2.    | 2017. október 25-26.    |
| Négyes döntő | 2017. november 27.  | 2017. december 2-3.     |

## Selejtezők

### A-csoport
A mérkőzéseket a Kemény Dénes Városi Sportuszodában, Miskolcon rendezték.
| Team                  | Pld | W | D | L | GF | GA | GD  | Pts |
| --------------------- | --- | - | - | - | -- | -- | --- | --- |
| ZF-Eger               | 4   | 4 | 0 | 0 | 64 | 17 | +47 | 12  |
| PannErgy-Miskolci VLC | 4   | 3 | 0 | 1 | 39 | 26 | +13 | 9   |
| PVSK-Mecsek Füszért   | 4   | 2 | 0 | 2 | 28 | 38 | −10 | 6   |
| Metalcom-Szentes      | 4   | 0 | 1 | 3 | 24 | 48 | −24 | 1   |
| Tatabányai VSE        | 4   | 0 | 1 | 3 | 23 | 49 | −26 | 1   |

### B-csoport
A mérkőzéseket a Szolnoki Vízilabda Arénában, Szolnokon rendezték.
| Csapat         | Pld | W | D | L | GF | GA | GD  | Pts |
| -------------- | --- | - | - | - | -- | -- | --- | --- |
| Szolnoki Dózsa | 3   | 3 | 0 | 0 | 57 | 18 | +39 | 9   |
| VasasPlaket    | 3   | 2 | 0 | 1 | 35 | 31 | +4  | 6   |
| KSI SE         | 3   | 1 | 0 | 2 | 28 | 48 | −20 | 3   |
| UVSE           | 3   | 0 | 0 | 3 | 22 | 45 | −23 | 0   |

### C-csoport
A mérkőzéseket a Kőér utcai sportuszodában, Budapesten rendezték.
| Csapat                     | Pld | W | D | L | GF | GA | GD  | Pts |
| -------------------------- | --- | - | - | - | -- | -- | --- | --- |
| A-HÍD OSC Újbuda           | 3   | 3 | 0 | 0 | 31 | 19 | +12 | 9   |
| RacioNet Honvéd            | 3   | 1 | 1 | 1 | 21 | 25 | −4  | 4   |
| Debreceni VSE              | 3   | 0 | 2 | 1 | 22 | 26 | −4  | 2   |
| MKB-Euroleasing-BVSC-Zugló | 3   | 0 | 1 | 2 | 24 | 28 | −4  | 1   |

### D-csoport
A mérkőzéseket a Virágfürdőben, Kaposvárott rendezték.
| Csapat            | Pld | W | D | L | GF | GA | GD  | Pts |
| ----------------- | --- | - | - | - | -- | -- | --- | --- |
| FTC-PQS Waterpolo | 3   | 3 | 0 | 0 | 53 | 9  | +44 | 9   |
| Kaposvári VK      | 3   | 2 | 0 | 3 | 24 | 26 | −1  | 6   |
| ContiTech-Szeged  | 3   | 0 | 1 | 2 | 18 | 39 | −21 | 1   |
| AVUS              | 3   | 0 | 1 | 2 | 18 | 40 | −22 | 1   |

### Negyeddöntők
A negyeddöntőket 2017. november 25-e és november 26-a között rendezték meg.
| 1. csapat             | Össz. | 2. csapat                 | 1. mérk. | 2. mérk. |
| --------------------- | ----- | ------------------------- | -------- | -------- |
| RacioNet Honvéd (I)   | 9–32  | Szolnoki Dózsa (I)        | 3–11     | 6–21     |
| FTC-PQS Waterpolo (I) | 25–15 | PannErgy-Miskolci VLC (I) | 12–9     | 13–6     |
| VasasPlaket (I)       | 10–34 | A-HÍD OSC Újbuda (I)      | 7–15     | 3–19     |
| Kaposvári VK (I)      | 16–37 | ZF-Eger (I)               | 11–16    | 5–21     |

### Elődöntők
| 2017. december 2. 16:00 | ZF-Eger                       | 7-10        | A HÍD-OSC-Újbuda                 | Komjádi Béla Sportuszoda, Budapest Nézőszám: 600 Játékvezetők: Molnár, Mucskai |
| 2017. december 2. 16:00 | (2-3, 1-3, 4-3, 0-1)          |             |                                  | Komjádi Béla Sportuszoda, Budapest Nézőszám: 600 Játékvezetők: Molnár, Mucskai |
| 2017. december 2. 16:00 | Angyal Dániel, Kovács Gergő 2 | Jegyzőkönyv | Erdélyi Balázs, Nemanja Ubović 3 | Komjádi Béla Sportuszoda, Budapest Nézőszám: 600 Játékvezetők: Molnár, Mucskai |

| 2017. december 2. 17:45 | Szolnoki Dózsa-KÖZGÉP       | 7-7 (b:6-5) | FTC-PQS Waterpolo              | Komjádi Béla Sportuszoda, Budapest Nézőszám: 900 Játékvezetők: Petik, Rubos |
| 2017. december 2. 17:45 | (2-2, 3-1, 0-3, 2-1, b:6-5) |             |                                | Komjádi Béla Sportuszoda, Budapest Nézőszám: 900 Játékvezetők: Petik, Rubos |
| 2017. december 2. 17:45 | Andrija Prlainović 5        | Jegyzőkönyv | Varga Dénes, Stefan Mitrović 3 | Komjádi Béla Sportuszoda, Budapest Nézőszám: 900 Játékvezetők: Petik, Rubos |

### Döntő
| 2017. december 3. 17:45 | A HÍD-OSC-Újbuda     | 4-13        | Szolnoki Dózsa-KÖZGÉP                             | Komjádi Béla Sportuszoda, Budapest Nézőszám: 1000 Játékvezetők: Székely, Németh |
| 2017. december 3. 17:45 | (1-4, 0-3, 1-3, 2-3) |             |                                                   | Komjádi Béla Sportuszoda, Budapest Nézőszám: 1000 Játékvezetők: Székely, Németh |
| 2017. december 3. 17:45 | Tóth Márton 3        | Jegyzőkönyv | Bátori Bence, Zalánki Gergő, Andrija Prlainović 3 | Komjádi Béla Sportuszoda, Budapest Nézőszám: 1000 Játékvezetők: Székely, Németh |

| 2017. évi Férfi Vízilabda BENU Magyar Kupa |
| ------------------------------------------ |
| Szolnoki Dózsa-KÖZGÉP 6. cím               |

#### Végeredmény
|         | Csapat            |
| ------- | ----------------- |
|         | Szolnoki Dózsa    |
|         | A-HÍD OSC Újbuda  |
|         | FTC-PQS Waterpolo |
| ZF-Eger |                   |